# Tullio Serafin

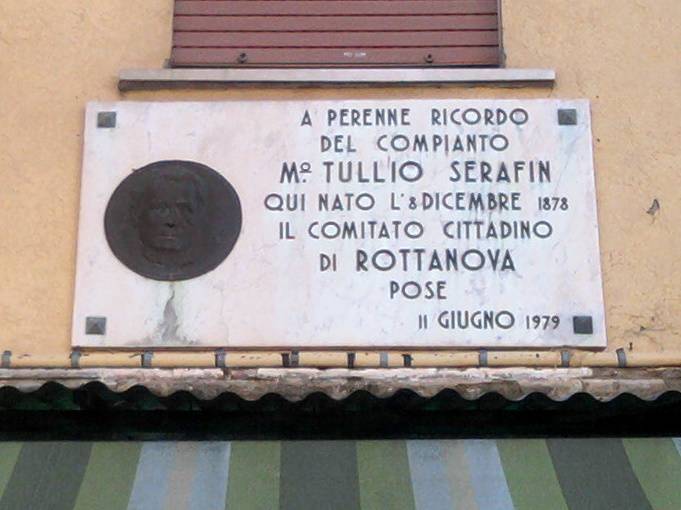
gedenksteen

Tullio Serafin (Rottanova di Cavarzere (nabij Venetië), 8 december 1878 - Rome, 2 februari 1968) was een Italiaans dirigent, gespecialiseerd in opera's.
Hij heeft gestudeerd aan het Conservatorium in Milaan en maakte zijn debuut in 1900. In 1909 werd hij dirigent aan het Teatro alla Scala in Milaan. Vanaf 1924 was hij veelvuldig te vinden in de Verenigde Staten, met name aan de Metropolitan Opera in New York. Hij gaf premières van allerlei nieuwe opera's, zoals van Howard Hanson (zijn Merry Mount). In 1935 keerde hij terug naar Italië, waar hij de premières van opera's van bijvoorbeeld Alban Berg en Benjamin Britten verzorgde.
- Biblioteca Nacional de España: XX874083
- Bibliothèque nationale de France: cb13899664w (data)
- CiNii: DA08351905
- Gemeinsame Normdatei: 117466174
- International Standard Name Identifier: 0000 0001 1023 5047
- Library of Congress Control Number: n81111999
- Nationale Bibliotheek van Letland: 000094868
- MusicBrainz: 1332d94d-19c5-4895-8e39-f6dc04836eba
- Nationale Bibliotheek van Tsjechië: pna2005262006
- Nationale bibliotheek van Australië: 36549394
- Nationale Bibliotheek van Israël: 987007445304305171
- Nationale en Universitaire bibliotheek Zagreb: 000091495
- Nederlandse Thesaurus van Auteursnamen: 071852247
- Réseau des bibliothèques de Suisse occidentale: 02-A003822328
- Istituto Centrale per il Catalogo Unico: TO0V075277
- SNAC: w6cf9vbz
- Système universitaire de documentation: 080493904
- Trove: 1286478
- Virtual International Authority File: 29719332
- WorldCat: E39PBJpdVQv4kQMwqqbkk863Qq